# نمازخانه کهنه‌لو
نمازخانه کهنه لو مربوط به دوره قاجار است و در شهرستان تفرش، باغات واقع در شمل شرق شهر تفرش، مظهر قنات کهنه لو واقع شده و این اثر در تاریخ ۱۸ اسفند ۱۳۸۷ با شمارهٔ ثبت ۲۵۰۳۳ به‌عنوان یکی از آثار ملی ایران به ثبت رسیده است.